# کنراد هیلتون
کنراد هیلتون (انگلیسی: Conrad Hilton؛ ۲۵ دسامبر ۱۸۸۷ – ۳ ژانویهٔ ۱۹۷۹) یک بازرگان اهل ایالات متحده آمریکا و بنیان‌گذار هتل‌های هیلتون بود.